# Kurma

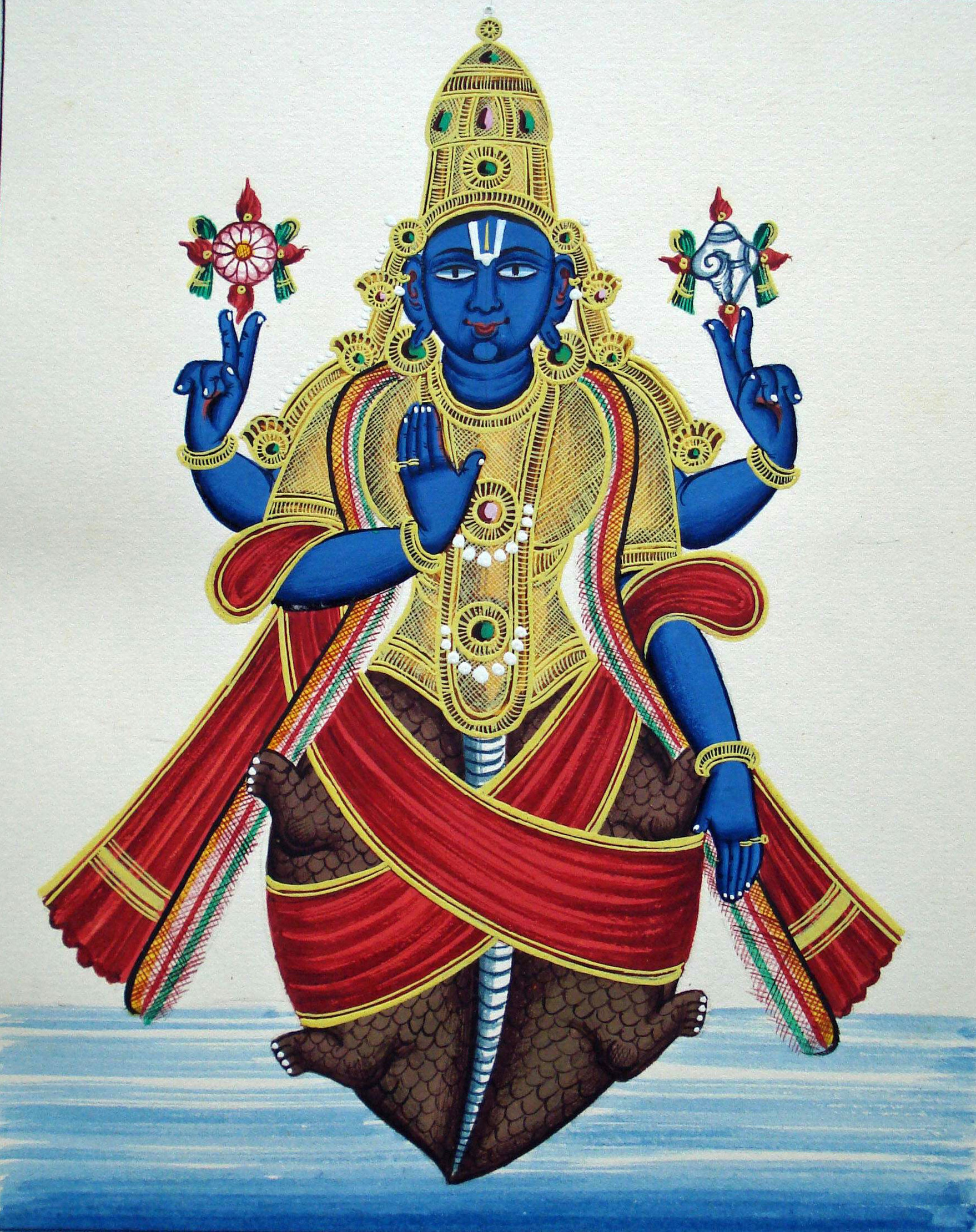
O pictură a lui Kurma.

În hinduism Kurma a fost un avatar al zeului Vishnu. El a fost reprezentat iconografic ca un hibrid jumătate om - jumătate broască țestoasă. 
Conform scrierilor hinduse, în timpul marelui potop care a afectat și ținutul zeilor, zeii au pierdut crema de lapte a oceanului (amrita) care îi menținea tineri și nemuritori. Zeii și demonii s-au luptat pentru a obține amrita, iar Vishnu s-a încarnat într-o broască țestoasă numită Kurma, care a susținut pe spate un munte, în timp Vasuki, un Naga, s-a încolăcit pe munte și a fost folosit de către zei și demoni în acelaș timp pentru a recolta din apă amrita. În cele din urmă zeii au recuperat amrita datorită lui Kurma și Vasuki.